# Lyon Playfair, 1. Baron Playfair

Lyon Playfair, 1. Baron Playfair

Lyon Playfair, 1. Baron Playfair (* 1. Mai 1818 in Chunar oder Meerut; † 29. Mai 1898 in South Kensington) war ein britischer Chemiker und Politiker.

## Leben und Wirken
Er war der zweite Sohn des schottischen Arztes George Playfair (1782–1846). Er wurde in Bengalen in Britisch-Indien geboren, wo sein Vater zu dieser Zeit Chief Inspector General der dortigen Krankenhäuser war.
Playfair studierte Medizin und Chemie an der Universität St Andrews und an der Universität Gießen, unter anderem bei Justus von Liebig. 1843 wurde er Professor für Chemie an der Royal Institution in Manchester. Zusammen mit Robert Bunsen untersuchte er die aus englischen Hochöfen entweichenden Gase, was wenig später zur Konstruktion effektiver Winderhitzer führte. Playfair war von 1858 bis 1868 Professor für Chemie in Edinburgh. Zu seinen Schülern gehörten Edward Frankland, James Dewar und Adolph Wilhelm Hermann Kolbe.
Im Oktober 1845 sandte Robert Peel, der britische Premierminister, Playfair zusammen mit dem Botaniker John Lindley nach Irland, um die dortige Hungersnot, die Kartoffelfäule und die Auswirkung der Korngesetze zu untersuchen. Er beriet Prinz Albert bei der Nutzung von Fäkalien und 1851 bei der Vorbereitung der Londoner Weltausstellung. In seinem Auftrag bereitete er auch den Aufbau des South Kensington Museum vor und half bei der Gründung der britischen Royal College of Sciences. Seit 1848 war er Mitglied (Fellow) der Royal Society. 1851 wurde er als Companion in den Order of the Bath aufgenommen. 1859 wurde er Mitglied der Royal Society of Edinburgh.
1868 ging Playfair in die Politik. Er gehörte der Liberal Party an und war von 1868 bis 1885 als Abgeordneter der Universitäten von Edinburgh und St Andrews und von 1885 bis 1892 als Abgeordneter für Leeds South Mitglied des House of Commons. Von 1873 bis 1874 hatte er das Amt des Postmaster General inne und von 1880 bis 1883 war er Sprecher des House of Commons. 1883 wurde er als Knight Commander des Order of the Bath geadelt. Am 3. September 1892 wurde er als Baron Playfair, of St Andrews in the County of Fife, zum erblichen Peer erhoben. Er schied dadurch aus dem House of Commons aus und wurde Mitglied des House of Lords. 1895 wurde er zum Knight Grand Cross des Order of the Bath erhoben.
Das 1854 von Charles Wheatstone erfundene Verschlüsselungsverfahren Playfair empfahl Lyon Playfair zur Benutzung beim britischen Militär. Er selbst hatte gemeinsam mit seinem Freund Wheatstone vorher diese Verfahren geprüft und verbessert.
Am 29. Mai 1898 verstarb Baron Playfair in South Kensington.

## Ehen und Nachkommen
In erster Ehe heiratete er 1846 Margaret Eliza Oakes († 1855). Mit ihr hatte er zwei Kinder:
- Hon. Jessie Anne Playfair (1847–1927), ⚭ (1) Captain Edmund Peel, ⚭ (2) General Sir R. M. Stewart;
- Brig.-Gen. George James Playfair, 2. Baron Playfair (1849–1939).

In zweiter Ehe heiratete er 1857 Jean Ann Millington († 1877). Mit ihr hatte er eine Tochter:
- Hon. Ethel Mary Lyon Playfair (* 1862), ⚭ Major Frederick William Bloomfield.

In dritter Ehe heiratete er 1878 Edith Russell. Die Ehe blieb kinderlos.